# 貝琳達·懷特
貝琳達·瑪麗·懷特（英語：Belinda Mary White，1988年7月18日—）是一名出生於澳大利亞南澳大利亞州的壘球選手，司職捕手，目前效力於國家職業快速壘球聯盟澳大利亞胡椒。她曾隨隊參加2012年、2014年世界女子壘球錦標賽，結果獲得銅牌。